# Ahmose-Inhapi
Ahmose-Inhapi of Ahmose-Inhapy was een oud-Egyptische prinses en later koningin uit de 17e dynastie die naast Ahmose I heerste in het Nieuwe Rijk. Zij was een dochter van Ta'a I (Senachtenre) en koningin Tetisheri. Zij was ook de zus van de koninginnen Ahhotep en Sitdjehuti en van koning Ta'a II (Seqenenre). Waarschijnlijk huwde zij haar (half)broer Ahmose I. Haar dochter was Ahmose-Henuttamehu.
Ahmose-Inhapi wordt vermeld in een kopie van het Egyptisch Dodenboek, die in bezit van haar dochter was, en eveneens in de graftombe van Amenemhat (TT53). Er was een graf voor Inhapi gemaakt in Thebe. Haar mummie werd nadien in DB320 herbegraven, waar men hem in 1881 ontdekte, en bevindt zich thans in het Egyptisch Museum.
De mummie werd aangetroffen in de buitensarcofaag van Lady Rai, de hofdame van Inhapi's nicht koningin Ahmose-Nefertari. Gaston Maspero wikkelde de mummie af op 26 juni 1886 en nadien werd het stoffelijk overschot onderzocht door Grafton Elliot Smith. Deze beschreef Inhapi als een sterk gebouwde donkerhuidige vrouw met sterk gelijkende trekken van haar broer.

## Titels
Ahmose-Inhapi droeg de titels:
- Koninklijke vrouwe
- Koninklijke dochter

## Galerij

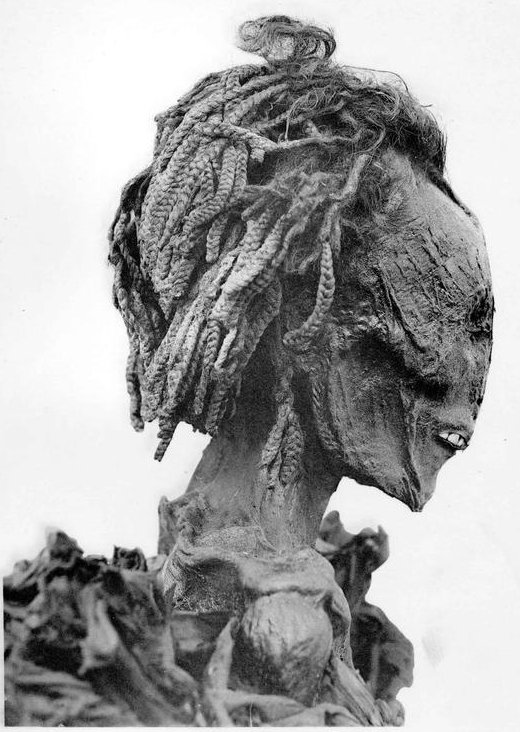
Hoofd van de mummie van Ahmose-Inhapi
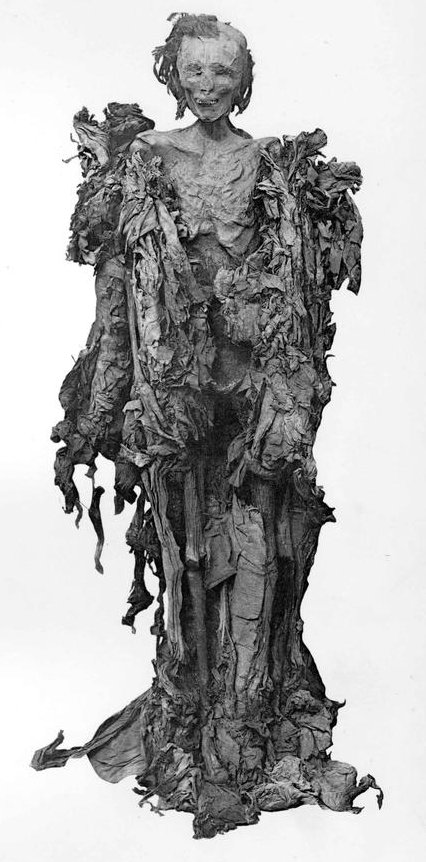
Lichaam van de mummie van Ahmose-Inhapi